# Порядок величины (площадь)
Площади различных порядков могут быть сопоставлены для визуального представления их относительности. Данные, приведённые ниже, должны рассматриваться как «типичные величины», расчётные величины округлены.
Единицей площади в Международной системе единиц является 1 квадратный метр (обозначение единицы величины — м², буквенное обозначение величины в уравнениях и формулах — A или S), производный от основной единицы — метра.
Также используются производные единицы площади:
- 1 мм² (квадратный миллиметр) = 0,000001 м² 
 (1 000 000 мм² = 1 м²)
- 1 см² (квадратный сантиметр) = 0,0001 м² 
 (10 000 см² = 1 м²)
- 1 а (ар) = 100 м²
- 1 га (гектар) = 100 а = 10 000 м²
- 1 км² (квадратный километр) = 100 га = 1 000 000 м²

## Площади менее 1 мм²
- 100 фм² — 1 барн
- 1 нм² — граница видимости электронного микроскопа

1 мкм² (квадратный микрометр) = 1 000 000 нм² (квадратных нанометров)
- 0,05 мкм² — Поверхность вируса гриппа
- 0,20 мкм² — граница видимости оптического микроскопа
- 500 мкм² — Поверхность бактерии

1 мм² (квадратный миллиметр) = 1 000 000 мкм² (квадратных микрометров)
- 0,01 мм² — наименьшая уловимая невооружённым глазом частица
- 0,15 мм² — поверхность человеческой яйцеклетки
- 0,196 мм² — площадь поперечного сечения графитной палочки механического карандаша (0,5 мм)

## 1 мм² — 100 мм² (1 см²)
- 1 мм² — клетка миллиметровой бумаги
- 2—50 мм² — зрачок человека в зависимости от освещённости

- 25 мм² — клетка бумаги в клеточку (обычная 5-миллиметровая клетка)
- 49 мм² — клетка бумаги в клеточку (крупная 7-миллиметровая клетка)
- 55 мм² — средняя барабанная перепонка человека (pars tensa)

## 1 см² — 10 см²
- 1,77 см² — отверстие компакт-диска
- 2,40 см² — 10-копеечная монета
- 2,98 см² — 50-копеечная монета
- 3,30 см² — 1-рублёвая монета
- 3,80 см² — 10-рублёвая монета
- 4,25 см² — 1-евровая монета
- 6,4516 см² — 1 квадратный дюйм

## 10 см² — 100 см²
- 11,40 см² — отверстие сингла (граммофонной пластинки/7")
- 17,50 см² — спичечная коробка (50 мм × 35 мм)
- 46,21 см² — международный формат чековой карточки по ISO/IEC 7810 (85,60 мм × 53,98 мм)
- 50,27 см² — поверхность мяча для настольного тенниса
- 53,70 см² — игральная карта (стандартный формат)
- 74,40 см² — 5-евровая банкнота (120 мм × 62 мм)
- 89,92 см² — подставка под пивной бокал (круглая, 107 мм в диаметре)
- 97,50 см² — 50-, 100- и 500-рублёвая банкноты (150 мм × 65 мм)
- 97,66 см² — средняя человеческая ладонь

## 100 см² — 1000 см²
- 113 см² — компакт-диск
- 126,68 см² — поверхность теннисного мяча
- 248,29 см² — сингл (7")
- 312,5 см² — лист бумаги (формат A5)
- 625 см² — лист бумаги (формат A4)
- 729 см² — долгоиграющая пластинка
- 910 см² — экран 17-дюймового компьютерного монитора (расчёт по размеру экрана по диагонали в 17 дюймов (соответствуют 43,18 см) и при соотношении длин сторон 5:4)
- 929,0304 см² — 1 квадратный фут

## 1000 см² — 10 000 см² (1 м²)
- 1090 см² — поверхность гандбольного мяча
- 1250 см² — лист бумаги (формат A3)
- 1403,4 см² — экран 22-дюймового компьютерного монитора (расчёт по размеру экрана по диагонали в 22 дюйма (соответствуют 55,88 см) и при соотношении длин сторон 16:10)
- 1560 см² — поверхность футбольного мяча
- 2500 см² — лист бумаги (формат A2)
- 2827 см² — поверхность глобуса Ø 30 см
- 4070 см² — «Мона Лиза» Леонардо да Винчи
- 5000 см² — лист бумаги (формат A1)
- 6270 см² — размотанная катушка липкой ленты (19 мм × 33 м)
- 8361,2736 см² — 1 квадратный ярд
- 9600 см² — основание поддона EN 13698-1

## 1 м² — 10 м²
- 1 м² — листа DIN-A0, 841 мм × 1189 мм
- 1,5—2 м² — поверхность кожи взрослого человека
- 2,23 м² — ворота хоккея с шайбой
- 3,5 м² — рулон туалетной бумаги (10 см × 14 см × 250 листов)
- 4,16 м² — стол для настольного тенниса
- 6 м² — гандбольные ворота
- 9 м² — типичная садовая беседка[1] (3 м × 3 м)

## 10 м² — 100 м² (1 а)
- 12,5 м² — стояночное место (5,0 м × 2,5 м)
- 17,86 м² — футбольные ворота (7,32 м × 2,44 м)
- 37,16 м² — ринг
- 25—80 м² — типичная жилая площадь небольшой городской квартиры
- 81,74 м² — площадка для игры в бадминтон

## 100 м² (1 а) — 1000 м² (10 а)
- 100,76 м² — вратарская площадка (футбол)
- 123 м² — крыло Airbus A320
- 162 м² — площадка для игры в волейбол
- 260 м² — теннисная площадка
- 300 м² — земельный участок для ИЖС
- 420 м² — баскетбольная площадка
- 525 м² — крыло дальнемагистрального самолёта (Boeing 747-400)

## 1000 м² (10 а) — 10 000 м² (1 га)
- 1134 м² — основание купола Рейхстага (d = 38,0 м)
- 1610 м² — Панорама обороны Севастополя Франца Рубо
- 1800 м² — площадка для хоккея с шайбой
- 4046,8564224 м² — 1 акр
- 7140 м² — футбольное поле (стандарт ФИФА)

## 10 000 м² (1 га) — 100 000 м² (10 га)
- 1,50 га — основание собора св. Петра
- 2,00 га — внутренний двор Пентагона
- 2,48 га — Красная площадь (Москва)
- 2,60 га — полётная палуба авианосца типа «Джеральд Р. Форд»
- 2,68 га — пассажирская палуба Queen Mary II
- 4,86 га — поле для игры в поло
- 5,29 га — основание пирамиды Хеопса

## 100 000 м² (10 га) — 1 км² (100 га)
- 12 га — основание Пентагона
- 12 га — Летний Сад (Санкт-Петербург)
- 28 га — Заячий остров (Санкт-Петербург)
- 40 га — Завод Boeing Everett, основание самого большого в мире помещения
- 40 га — площадь Тяньаньмэнь (Пекин, Китай)
- 42 га — Октоберфест (Мюнхен, Германия)
- 44 га — Ватикан, самое маленькое государство в мире

## 1 км² — 10 км²
- 2,02 км² — Монако
- 2,589988110336 км² — 1 квадратная миля
- 3,40 км² — Центральный парк (Нью-Йорк)
- 6,50 км² — Гибралтар

## 10 км² — 100 км²
- 10,9 км² — Васильевский остров (Санкт-Петербург)
- 21 км² — Гогланд, остров в Финском заливе
- 21,3 км² — Республика Науру
- 59,5 км² — Манхэттен (Нью-Йорк)

## 100 км² — 1000 км²
- 118 км² — Алечский ледник (Швейцария)
- 125 км² — Иерусалим (Израиль)
- 160 км² — Лихтенштейн
- 223 км² — Телецкое озеро
- 246 км² — остров Мальта (без соседних островов)
- 360 км² — Сектор Газа
- 370 км² — Гомера
- 415 км² — Вена (самый маленькая федеральная земля Австрии)
- 419 км² — Свободный ганзейский город Бремен (самая маленькая земля ФРГ)
- 572 км² — остров Мэн
- 728 км² — Кулундинское озеро
- 730 км² — Ольхон
- 815 км² — Сегозеро
- 822 км² — Хантайское озеро
- 864 км² — Севастополь
- 876 км² — озеро Имандра
- 982 км² — озеро Ильмень
- 986 км² — Топозеро

## 1000 км² — 10 000 км²
- 1085 км² — водохранилище Трёх ущелий (Китай)
- 1403 км² — Санкт-Петербург
- 1708—2269 км² — озеро Чаны
- 2034 км² — Тенерифе
- 2500 км² — Реюньон
- 2561 км² — Москва
- 2766 км² — Манитулин (самый большой остров в пресноводном озере)
- 2985 км² — Фюн (Дания)
- 3081 км² — Йосемитский национальный парк (США)
- 3604 км² — Мальорка
- 3628 км² — Ингушетия
- 4190 км² — озеро Ханка
- 4560 км² — озеро Таймыр
- 5648 км² — озеро Венерн (Швеция)
- 6242 км² — Палестинская автономия
- 7105 км² — Граубюнден, крупнейший кантон Швейцарии
- 7300 км² — остров Врангеля
- 8336 км² — Крит
- 8502 км² — водохранилище Вольта (Гана)
- 8680 км² — Корсика
- 9251 км² — Кипр
- 9690 км² — Онежское озеро

## 10 000 км² — 100 000 км²
- 10 433 км² — Гавайи (остров)
- 13 812 км² — Черногория
- 13 843 км² — Северная Ирландия (часть Великобритании)
- 17 700 км² — Ладожское озеро
- 20 000 км² — Национальный парк Крюгера (ЮАР)
- 22 380 км² — Израиль
- 25 426 км² — Сицилия
- 30 528 км² — Бельгия
- 31 492 км² — озеро Байкал (глубочайшее пресноводное озеро в мире)
- 40 643 км² — Иракский Курдистан
- 41 285 км² — Швейцария
- 56 542 км² — Хорватия
- 68 870 км² — озеро Виктория (крупнейшее водохранилище в мире)
- 76 400 км² — Сахалин
- 78 866 км² — Чехия
- 82 103 км² — Верхнее озеро (крупнейшее пресноводное озеро в мире)
- 83 879 км² — Австрия
- 84 421 км² — Ирландия (остров)
- 90 000 км² — Белое море
- 99 392 км² — Республика Корея

## 100 000 км² — 1 000 000 км²
- 103 125 км² — Исландия
- 219 331 км² — Великобритания (остров)
- 230 000 км² — Большой барьерный риф
- 312 678 км² — Польша
- 357 111 км² — Германия
- 376 000 км² — Каспийское море (крупнейшее озеро в мире)
- 413 000 км² — Балтийское море
- 423 970 км² — Калифорния
- 575 000 км² — Северное море
- 674 843 км² — Франция
- 678 051 км² — Техас
- 783 562 км² — Турция
- 923 768 км² — Нигерия

## 1 000 000 км² — 10 000 000 км²
- 1 001 449 км² — Египет
- 1 138 910 км² — Колумбия
- 1 481 346 км² — Аляска
- 1 510 000 км² — Папаханаумокуакеа (крупнейший морской заповедник в мире)
- 1 972 550 км² — Мексика
- 2 166 086 км² — Гренландия
- 2 366 797 км² — Красноярский край
- 2 381 741 км² — Алжир (крупнейшее государство Африки)
- 2 509 958 км² — Средиземное море
- 2 529 875 км² — Западная Австралия
- 3 083 523 км² — Якутия
- 3 287 590 км² — Индия
- 4 324 782 км² — Европейский союз
- 7 692 030 км² — Австралия
- 8 514 215 км² — Бразилия (крупнейшее государство Южной Америки)
- 9 571 302 км² — Китай
- 9 638 050 км² — США с Пуэрто-Рико
- 9 984 670 км² — Канада (крупнейшее государство Северной Америки)

## 10миллионовкм² — 100 миллионов км²
- 10,18 миллиона км² — Европа (континент)
- 13,20 миллиона км² — Антарктида (континент)
- 13,20 миллиона км² — бывший Арабский халифат (при Омейядах) около 750 г.
- 13,50 миллиона км² — бывшая Французская колониальная империя около 1919 г.
- 13,70 миллиона км² — Испанская колониальная империя около 1740 г.
- 14,09 миллиона км² — Северный Ледовитый океан
- 17,13 миллиона км² — Россия (крупнейшее государство в мире)
- 17,84 миллиона км² — Южная Америка
- 17,95 миллиона км² — поверхность Плутона
- 23,02 миллиона км² — поверхность Тритона, крупнейшего спутника Нептуна
- 24,46 миллиона км² — бывшая Российская империя в 1866 г.
- 24,93 миллиона км² — Северная Америка
- 29,18 миллиона км² — Африканский союз
- 30,30 миллиона км² — Африка
- 33,00 миллиона км² — бывшая Британская империя около 1921 г. и Монгольская империя около 1274 г.
- 37,93 миллиона км² — поверхность Луны
- 44,61 миллиона км² — Азия
- 73,43 миллиона км² — Индийский океан (без окраинных морей)
- 74,76 миллиона км² — поверхность Меркурия
- 82,40 миллиона км² — Атлантический океан (без окраинных морей)
- 83,32 миллиона км² — поверхность Титана, крупнейшего спутника Сатурна
- 85,00 миллиона км² — Афроевразия (крупнейшая непрерывная суша в мире)
- 87,18 миллиона км² — поверхность Ганимеда, крупнейшего спутника в Солнечной системе

## 100 миллионов км² — 1 миллиард км²
- 144,6 миллиона км² — поверхность Марса
- 149,1 миллиона км² — поверхность суши Земли
- 166,2 миллиона км² — Тихий океан (без окраинных морей)
- 361,1 миллиона км² — водная поверхность Земли
- 460,2 миллиона км² — поверхность Венеры
- 510,1 миллиона км² — поверхность Земли

## 1миллиардкм² — 10 миллиардов км²
- 7,620 миллиарда км² — поверхность Нептуна
- 8,083 миллиарда км² — поверхность Урана

## 10 миллиардов км² — 100 миллиардов км²
- 42,61 миллиарда км² — поверхность Сатурна
- 61,42 миллиарда км² — поверхность Юпитера

## 100 миллиардов км² — 1 триллион км²
- 463,2 миллиарда км² — плоскость, заключённая в пределах орбиты Луны вокруг Земли

## Площади свыше 1триллионакм²
- 6,087 триллиона км² (6,09 · 1018 м²) — поверхность Солнца
- 70,31 триллиона км² (7,03 · 1019 м²) — плоскость, заключённая в пределах орбиты Земли вокруг Солнца
- 106,2 триллиона км² (1,06 · 1020 м²) — плоскость, заключённая в пределах орбиты Плутона вокруг Солнца